# Acacia walteri
Acacia walteri é uma espécie de leguminosa do gênero Acacia, pertencente à família Fabaceae.